# Andreas Waldherr

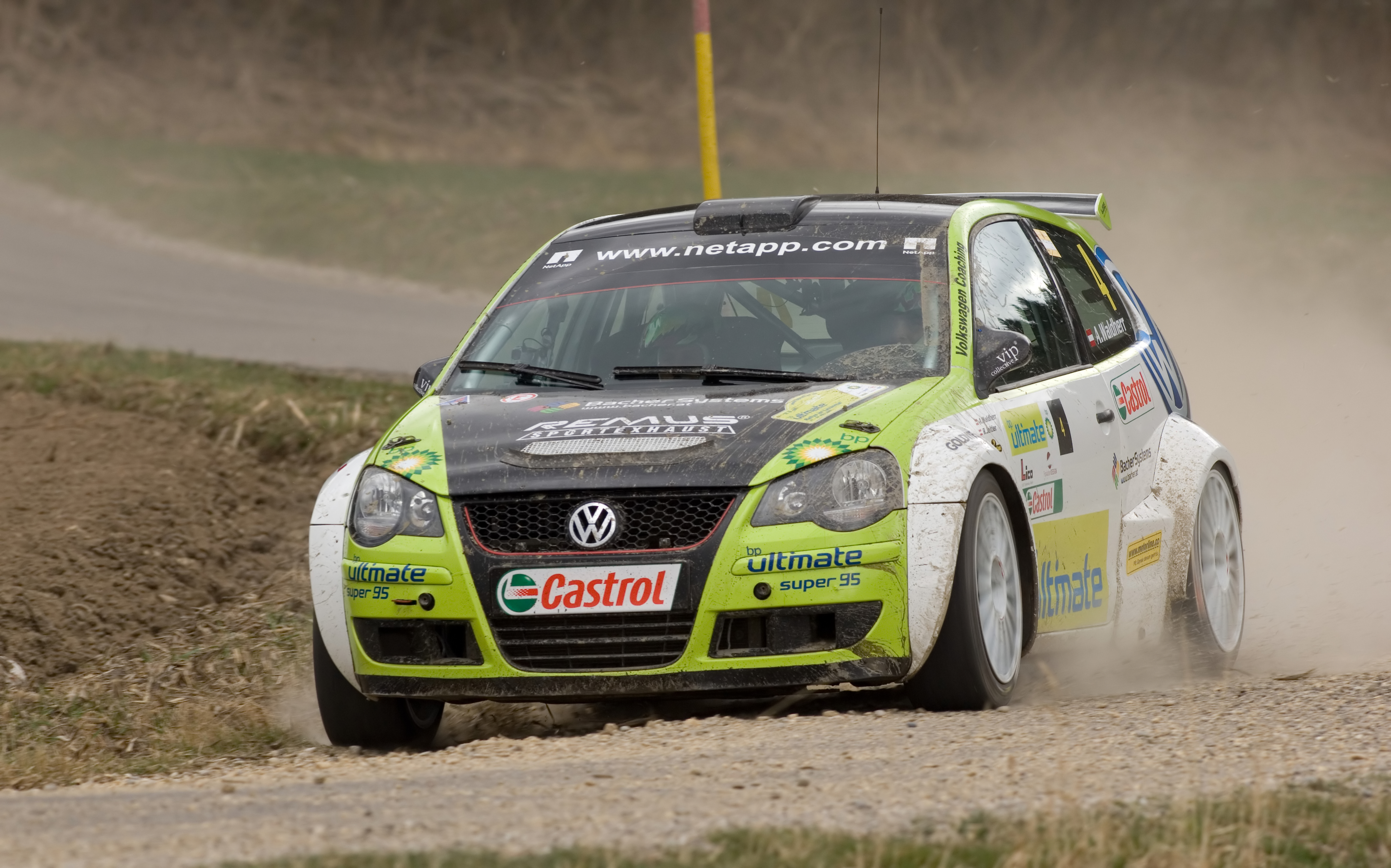
Andreas Waldherr bei der Lavanttal-Rallye 2009 mit einem VW Polo S2000

Andreas Waldherr (* 29. April 1968; † 6. Juli 2011 in Aspang) war ein österreichischer Rallyefahrer.

## Werdegang
Andreas Waldherr sicherte sich im Jahr 2000 den zweiten Platz im Rallye-Pokal der Obersten Nationalen Sportkommission für den Kraftfahrsport (OSK) des ÖAMTC für Dieselfahrzeuge. Dreimal (2001 bis 2003) konnte er den Rallye-Pokal der OSK für Dieselfahrzeuge gewinnen. Seit 2004 fuhr Waldherr die österreichische Rallye-Staatsmeisterschaft mit gutem Erfolg.
Der größte Erfolg gelang ihm 2006, als er den dritten Platz in der Gesamtwertung erreichte. Seinen ersten Erfolg in der österreichischen Staatsmeisterschaft erreichte er am 2/3. Mai 2008 bei der Bosch Super Plus Rallye auf VW Polo S 2000. Im Laufe seiner Karriere bestritt Waldherr 72 Rallyes, von denen er drei siegreich beenden konnte. Die Saison 2010 konnte der beim VW Racing Austria Klub engagierte Waldherr hinter Staatsmeister Raimund Baumschlager mit dem zweiten Platz abschließen. Weniger gut lief es 2011, wo er nach mehreren Problemen nur auf dem achten Platz rangierte. Auch in Rundstreckenrennen gelang es Waldherr, sein Können beweisen; so erreichte er 2006 den dritten Platz in den 24 Stunden von Dubai und 2011 gewann er in einem Golf TDI überlegen die Wertung für Dieselfahrzeuge.
Andreas Waldherr wohnte in Thomasberg. Sein Sohn Luca (* 1994) ist ebenfalls Rallyefahrer.
Am Vormittag des 6. Juli 2011 verunglückte Waldherr in seiner Werkstatt tödlich, als er bei Wartungsarbeiten unter seinem Rallyewagen liegend von diesem erdrückt wurde. Zu diesem Zeitpunkt war er alleine in der Werkstatt, in der er gegen 11:30 Uhr gefunden wurde.